# Berlin-Warszawa Express
De Berlin-Warszawa Express is een Europese internationale treinverbinding tussen Polen en Duitsland. De trein is genoemd naar beide eindpunten van de lijn Berlijn en Warschau.

## EuroCity

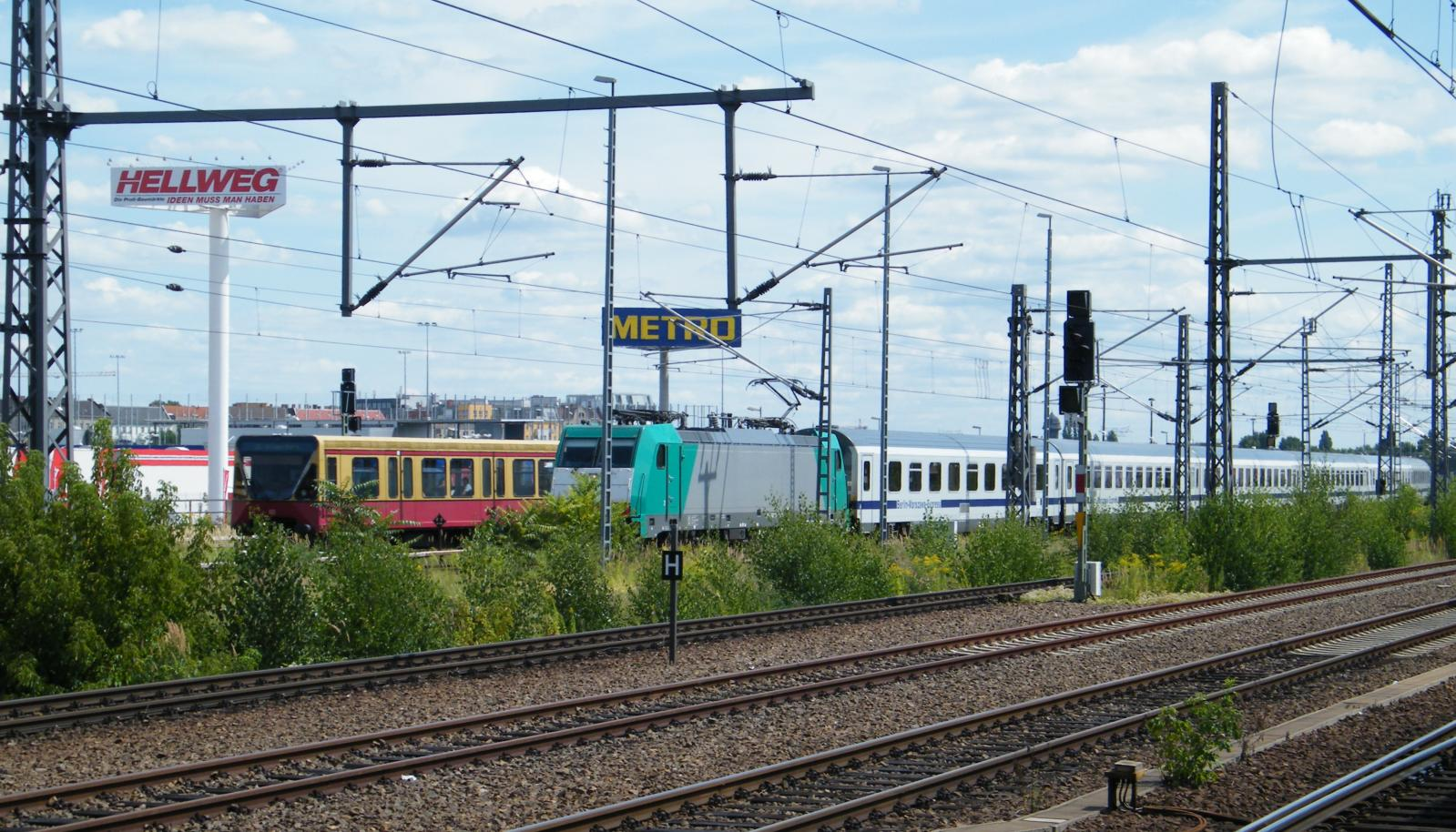
Berlin-Warszawa Express op 31 juli 2009 bij Berlin Ostbahnhof

De Berlin-Warszawa Express is een verzameling van treinen met EuroCity kwaliteit, die onder dezelfde naam worden aangeboden. In 2001 was het aantal EuroCity's tussen Duitsland en Polen gegroeid tot vier. De spoorwegen ondervonden echter steeds meer concurrentie van busbedrijven die op dezelfde route lijndiensten aanbieden. De PKP en DB besloten dan ook om de treindienst, net als de busdienst, onder een makkelijke naam, die meteen de route aangeeft, aan te bieden. Daarnaast werden de tarieven verlaagd en voor de herkenbaarheid werd het ingezette rollend materieel wit geschilderd met een blauwe band en het opschrift Berlin-Warszawa Express.
 De EC Berolina, EC Varsovia, EC Paderewski en de EC Posania reden op 29 september 2002 voor het laatst onder hun eigen naam. Vanaf 30 september 2002 reden ze alle vier onder de naam EC Berlin-Warszawa Express. De EC 48/49, de voormalige EC Posnania verviel alsnog op 12 december 2004. Op 12 december 2009 kwam het vierde treinpaar weer terug, nu over het hele traject Berlijn - Warschau.

### Route en dienstregeling
| EC 40 | EC 44 | EC 46 | EC 48 | land      | station                    | km  | EC 41 | EC 45 | EC 47 | EC 49 |
| ----- | ----- | ----- | ----- | --------- | -------------------------- | --- | ----- | ----- | ----- | ----- |
| 16:16 | 11:06 | 07:06 | **:** | Polen     | Warszawa Wschodnia         | 0   | 12:44 | 18:44 | 22:44 | **:** |
|       |       |       | **:** | Polen     | Warszawa Centralna         | 5   |       |       |       | **:** |
|       |       |       | **:** | Polen     | Kutno                      | 132 |       |       |       | **:** |
|       |       |       | **:** | Polen     | Konin                      | 211 |       |       |       | **:** |
|       |       |       | 06:01 | Polen     | Poznan Gl.                 | 311 |       |       |       | 21:54 |
|       |       |       |       | Polen     | Swiebodzin                 | 420 |       |       |       |       |
|       |       |       |       | Polen     | Rzepin                     | 467 |       |       |       |       |
|       |       |       |       | Duitsland | Frankfurt an der Oder      | 490 |       |       |       |       |
|       |       |       |       | Duitsland | Berlin Hbf                 | 572 |       |       |       |       |
| 22:29 | 17:27 | 13:28 | 09:28 | Duitsland | Berlin Zoologischer Garten | 577 | 06:31 | 12:31 | 16:31 | 18:31 |